# Villardiegua de la Ribera
Villardiegua de la Ribera es un municipio y localidad española de la provincia de Zamora y de la comunidad autónoma de Castilla y León.
Es ribereña del Duero, en la zona conocida como los arribes. El pueblo es especialmente conocido por su toro prerromano vetón (II Edad de Hierro), conocido popularmente como «la yegua», y que fue traída del Castro de San Mamede (también conocido como Castro de San Mamed o de Peña Redonda).
La biodiversidad de su término municipal ha sido protegida por la Unesco con la figura de reserva de la biosfera transfronteriza bajo la denominación de Meseta Ibérica, por la Unión Europea con la Red Natura 2000 y por la comunidad autónoma de Castilla y León con la figura de parque natural, en estas dos últimas bajo la denominación de Arribes del Duero. La triple protección de este espacio natural busca preservar sus valores naturales, de gran valor paisajístico y faunístico, en el que destaca la presencia de aves como el buitre leonado, la cigüeña negra, el halcón peregrino, el alimoche, la chova piquirroja, el búho real, el águila real y el águila perdicera. Además, la notable conservación de este territorio le ha convertido en las últimas décadas en un punto de referencia del turismo de naturaleza.

## Etimología
La primera documentación que cita esta localidad es de 1175, unas mandas parlamentarias en que «…se conceden a los monjes de Peleas un canal y dos cortes en Villaryegua…», con posterioridad hay otras referencias documentales en los censos del siglo XVI donde figura como Villar de la Yegua, en el catastro de Ensenada en el siglo XVIII y la obra de Gómez Carabias de 1884, en
los que la que menciona la iglesia parroquial de la Natividad de la Santísima Virgen, y las ermitas de San Roque, San Mamed y la desaparecida ermita de San Sebastián. Villardiegua de la Ribera fue uno de los arciprestazgos más grandes de Sayago, en cuanto que llegó a abarcar una cincuentena de parroquias, de ahí su rico patrimonio.
Villar y sus variantes (Villares, Villarino o Villarejo) es uno de los topónimos más abundantes en la provincia, tanto de la toponimia mayor (Villar de Fallaves, Villar de Farfón, Villar de los Pisones, Villar del Buey, Villaralbo, Villardeciervos, Villárdiga, Villardondiego, Villarejo de la Sierra, Villarino de Cebal, Villarino de Manzanas, Villarino de Sanabria, Villarino Tras la Sierra), como de la toponimia menor. Son topónimos que proceden del «villare» latino que a su vez deriva de «villa», palabra que primitivamente significó explotación agraria, luego aldea, más tarde, ya en la última época romana y en los principios de la Alta Edad Media pequeña ciudad con municipio. El derivado «villare» es, al principio, una explotación desgajada del fundo primitivo que más tarde fue fundo y que en ocasiones terminó siendo una aldea, y en otras incluso una villa. Es decir, «villare» y por tanto villar, se refiere a una localidad más pequeña que el núcleo de población designado por villa, por lo que, en general, los «villare» son más pequeñas y de menor categoría histórica y administrativa que los núcleos de población conocidos por un topónimo compuesto cuyo primer elemento es villa o villas. Además los topónimos villa se suelen deber a la repoblación cristiana de los siglos X, XI y XII, pues villa parece haber sido el apelativo con el significado de población, villa, aldea, etc. preferido por los repobladores medievales, mientras que los llamados villar, villares, villarejo o villarino proceden directamente asentamientos de época romana, como atestiguan los abundantes restos romanos que suelen ofrecer, sobre todo cerámica y tégulas.

## Geografía

Situación del municipio de Villardiegua de la Ribera en la provincia de Zamora

Villardiegua se encuentra situada en el suroeste zamorano. Hace frontera con Portugal. Dista 44 km de Zamora capital. 
Pertenece a la comarca de Sayago. No se integra dentro de ninguna mancomunidad y pertenece al partido judicial de Zamora.
Su término municipal se encuentra dentro del parque natural de Arribes del Duero, un espacio natural protegido de gran atractivo turístico.
| Noroeste: Paradela (Portugal)         | Norte: Salto de Castro | Noreste: Villadepera |
| Oeste: Aldeia Nova (Portugal)         |                        | Este: Villadepera    |
| Suroeste: Miranda do Douro (Portugal) | Sur: Torregamones      | Sureste: Moralina    |

## Toponimia
Del verraco, traído del poblado de San Mamede, más conocido por La Mula y, posiblemente antes, como La Yegua, pudiera proceder el nombre de Villardiegua o Villar de la Yegua. No obstante, en lengua céltica el nombre podría significar 'villa del agua'.

## Historia
Contó con ocupación de población desde época prerromana, según atestiguan los restos hallados en los diversos yacimientos conservados, como el Castro de San Mamede o Peña Redonda, situado a unos 4 kilómetros del núcleo poblacional actual. De este castro se conservan dos verracos vettones en el propio Villardiegua, uno emblemático conocido como La Mula (a pesar de sus atributos sexuales masculinos claramente marcados), a la que se atribuye el nombre de la localidad, y otro en manos particulares.
Posteriormente, la existencia de numerosas estelas romanas en Villardiegua atestiguan que la localidad estuvo poblada en época romana. Estas estelas se encuentran empotradas en las paredes de las viviendas, habiéndose documentado una veintena de ellas, entre completas y fragmentos.
En la Edad Media, Villardiegua habría sido repoblado, quedando integrado en esta época en el Reino de León, cuyos monarcas emprendieron dicha repoblación en el contexto de la general llevada a cabo en Sayago. Así, el documento más antiguo que se refiere a esta localidad, data de 1175 y se trata de una de unas mandas parlamentarias en que «…se conceden a los monjes de Peleas un canal y dos cortes en Villaryegua…».
Hay constancia documental en los censos del XVI de la localidad como Villar de la Yegua, así como en el catastro de Ensenada en el siglo XVIII y la obra de Gómez Carabias de 1884, en la que menciona entre otras cuestiones la iglesia parroquial de la Natividad de la Santísima Virgen, y las ermitas de San Roque, San Mamed y la desaparecida ermita de San Sebastián. 
Durante la Edad Moderna, Villardiegua estuvo integrado en el partido de Sayago de la provincia de Zamora, tal y como reflejaba en 1773 Tomás López en Mapa de la Provincia de Zamora. Así, al reestructurarse las provincias y crearse las actuales en 1833, la localidad se mantuvo en la provincia zamorana, dentro de la Región Leonesa, integrándose en 1834 en el partido judicial de Bermillo de Sayago, dependencia que se prolongó hasta 1983, cuando fue suprimido el mismo e integrado en el Partido Judicial de Zamora.
Villardiegua de la Ribera fue uno de los arciprestazgos más grandes de Sayago, llegando en su momento a abarcar una cincuentena de parroquias, de ahí su rico patrimonio.

## Geografía humana

### Demografía
Cuenta con una población de 116 habitantes (INE 2024).
| Gráfica de evolución demográfica de Villardiegua de la Ribera entre 1842 y 2021                                       |
| |
| Población de derecho según los censos de población del INE. Población de hecho según los censos de población del INE. |

## Símbolos

### Escudo
El escudo heráldico que representa al municipio fue aprobado el 11 de junio de 2001 con el siguiente blasón:

«Escudo cortado y el de abajo a su vez partido: Arriba en campo de gules, un toro de piedra, éste es acompañado en la parte superior izquierda de dos cruces llanas de plata. Abajo y en el lado de la derecha, en campo de plata, una estela romana. A su izquierda, en campo de oro, una yegua de sable, (negro)»
Boletín Oficial de Castilla y León nº 156 de 10 de agosto de 2001

### Bandera
La bandera municipal fue aprobada el 11 de junio de 2001 con la siguiente descripción textual:

«Bandera dividida en tres partes, arriba de color gules, una línea va de la parte superior derecha,hasta el centro de la parte izquierda, en el centro, de azur, la línea anterior la separa y diferencia, la de abajo, de plata, una línea, que va desde la parte de abajo, va a unirse en el centro con las líneas anteriores»
Boletín Oficial de Castilla y León nº 156 de 10 de agosto de 2001

## Administración y política

### Elecciones municipales
| Partido político                                              | 2023  | 2023  | 2023       | 2019  | 2019  | 2019       | 2015  | 2015  | 2015       | 2011  | 2011  | 2011       | 2007  | 2007  | 2007       | 2003  | 2003  | 2003       |
| Partido político                                              | %     | Votos | Concejales | %     | Votos | Concejales | %     | Votos | Concejales | %     | Votos | Concejales | %     | Votos | Concejales | %     | Votos | Concejales |
| Partido Popular (PP)                                          | 65,23 | 56    | 4          | 54,37 | 56    | 4          | 27,19 | 31    | 0          | 57,76 | 67    | 4          | 50,35 | 71    | 3          | 37,59 | 50    | 3          |
| Partido Socialista Obrero Español (PSOE)                      | 18,77 | 16    | 1          | 44,66 | 46    | 1          | 44,74 | 51    | 1          | 50,86 | 59    | 1          | 24,82 | 35    | 0          | 29,32 | 39    | 0          |
| Izquierda Unida (IU CyL)                                      | -     | -     | -          | 39,81 | 41    | 0          | 48,25 | 55    | 1          | -     | -     | -          | -     | -     | -          | -     | -     | -          |
| SAFE                                                          | -     | -     | -          | -     | -     | -          | 43,86 | 50    | 3          | -     | -     | -          | -     | -     | -          | -     | -     | -          |
| Agrupación de Electores Independientes Zamoranos (ADEIZA-UPZ) | -     | -     | -          | -     | -     | -          | -     | -     | -          | -     | -     | -          | 39,01 | 55    | 2          | 43,61 | 58    | 2          |
| Zamora Unida (ZU)                                             | -     | -     | -          | -     | -     | -          | -     | -     | -          | -     | -     | -          | -     | -     | -          | 22,56 | 30    | 0          |

El alcalde de Villardiegua lo es sin dedicación exclusiva, lo que quiere decir que compatibiliza la alcaldía con otros trabajos, y cobra 432 euros en concepto de asistencia a reuniones (2017).

## Momumentos y lugares de interés

### Castro de San Mamede

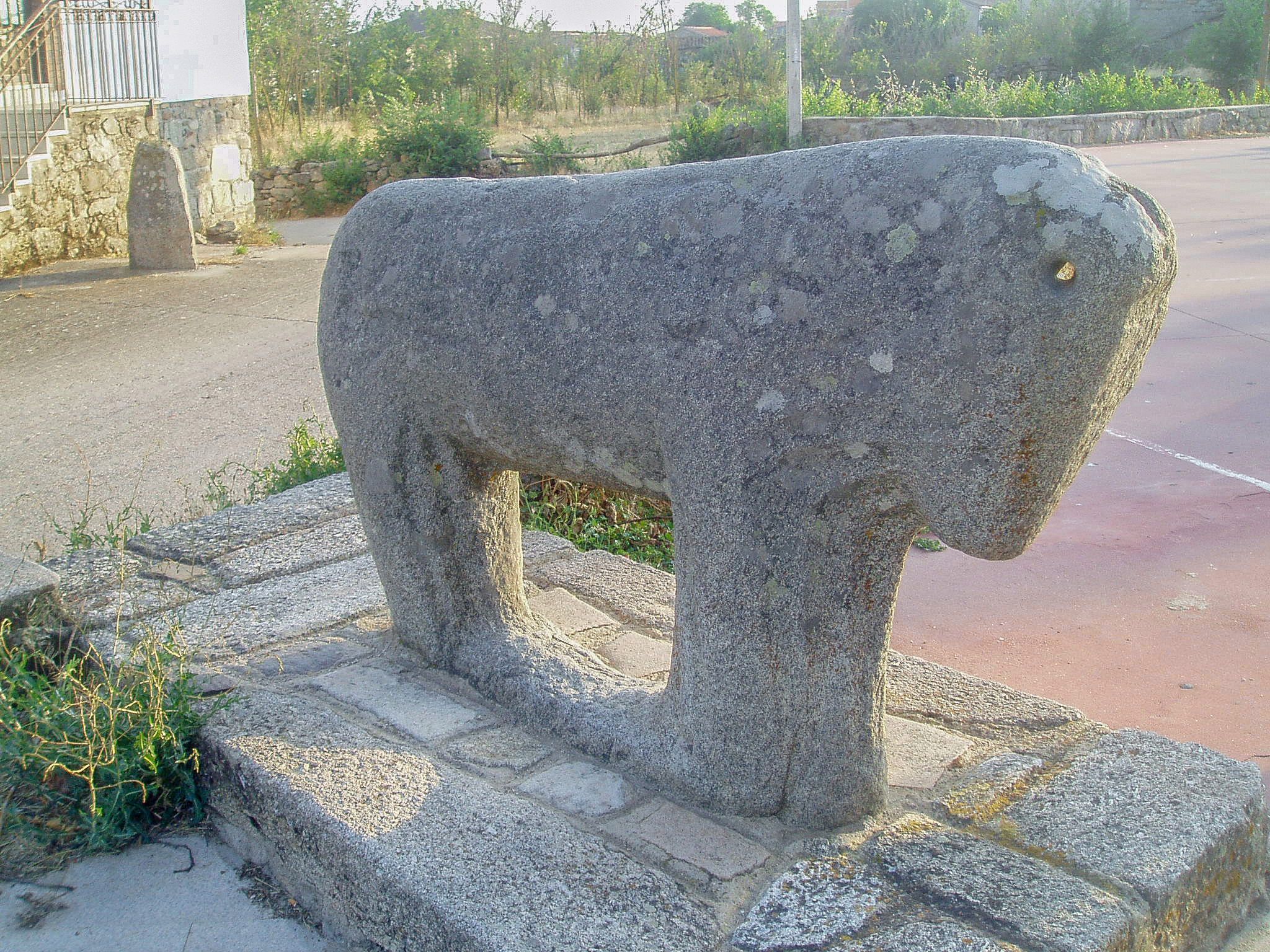
Mula vetona de Villardiegua

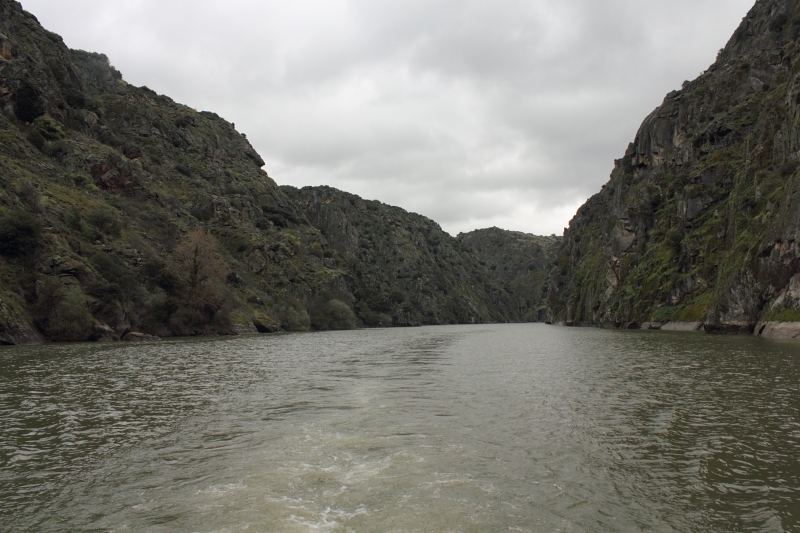
Arribas del Duero en Villardiegua

El Castro de San Mamede o Peña Redonda, se encuentra situado a unos 4km, aproximadamente, al suroeste del casco urbano y en lo alto de un cerro que, a su vez, se encuentra coronado por un bolo granítico que ha dado nombre al paraje. Se encuentra situado en la antigua dehesa de Bozón, en su día repartida entre los términos de Torregamones y Villardiegua. En el citado paraje han sido encontrados restos prerromanos, romanos y visigodos.
A la entrada de lo que fue el castro, son aún divisables las ruinas de una ermita y de la casa del que sería el ermitaño. Mucha de la piedra que existió, ha sido acarreada para la construcción de cortinas y, en general, en las edificaciones de Villardiegua.
En algunas de las rocas de la zona es posible evidenciar grabados que muestran el antiguo culto prerromano a la serpiente. Dentro y fuera del recinto han sido encontrados diversos restos prerromanos y romanos, como trozos de cerámica, urnas cinerarias, piedras molineras, monedas y una pequeña laja de pizarra visigótica semejante a las de Salvatierra de Tormes. Arqueólogos como Benito de Rey y Grande del Río, opinan que el lugar fue santuario a juzgar por las piletas de sacrificio que se encuentran en el lugar.
En el cercano paraje de Peñica las Cruces también han sido descubiertos uranoglifos y petroglifos, grabados rupestres en piedra que se asocian a santuarios celtibéricos.
- La Mula: Cuenta el municipio con un verraco traído del cercano poblado de San Mamede, San Mamed o San Amede, más conocido como La Mula o como La Yegua, como sería conocido antiguamente. Esta última denominación pudo ser el origen del nombre de Villardiegua o, de lo que es lo mismo, la Villa de la Yegua. El verraco está tallado en una única pieza con dimensiones de 2,10 metros de largo por 0,74 de ancho.[4]

- Estelas romanas: También de San Mamede son originarias las estelas romanas que son posible divisar en las paredes de muchas de las viviendas de Villardiegua. Hasta una veintena han sido documentadas, algunas completas y otras fragmentadas, pero todas ellas caracterizadas por su gran sobriedad, rayando la pobreza, con elementos reducidos a la mínima expresión, con la rueda solar simbólica y los datos del difunto: VIRONO TVROVI F AN LX, o lo que es lo mimo: Virono, hijo de Turovio, falleció a los 60 años.[27][28][29][30]

### Rivera del Pontón
De especial belleza es la cascada que, en abril y mayo, origina esta rivera sobre las aguas del embalse de Miranda do Douro, para lo que empieza a coger impulso a partir del puente que la cruza para dar paso al camino que va a Peña Redonda. Aguas arriba es posible ver, en buenas condiciones, tres antiguos molinos de Villardiegua, mientras que aguas abajo se pueden contar hasta once molinos abandonados y arruinados. La rivera, a lo largo de todo su trayecto, es acompañada de una exuberante vegetación, compuesta por higueras, zarzas, matorral, fresno. Para observar mejor la cascada, es aconsejable bajar por la margen izquierda, a partir del penúltimo molino.